# Ponte sobre o rio Taquari
As pontes sobre o rio Taquari são duas pontes localizadas entre os municípios brasileiros de Estrela e Lajeado, no Rio Grande do Sul. Situam-se no quilômetro 349,75 da BR-386 e cruzam o rio Taquari. Constituem uma importante ligação do interior do estado para a capital.

## História
A travessia do rio Taquari entre Lajeado e Estrela remonta a 1959, quando o então governador Leonel Brizola ordenou que o DAER concluísse em definitivo os estudos do trabalho de abrir a Estrada da Produção. Após um século de travessia lenta e enfadonha por balsas, barcas e canoas, estrelenses e lajeadenses vibraram com a construção da grande ponte sobre o rio Taquari, inaugurada na data farroupilha de 20 de setembro de 1962.
No dia 26 de junho de 1994, a ponte foi interditada por apresentar problemas em sua estrutura. Para amenizar os problemas gerados com a interdição, foi montada pelo 3º Batalhão de Engenharia de Combate do Exército Brasileiro uma ponte "Bailey Dupla-Dupla", que permitiu a passagem de veículos leves (até 01 tonelada) em mão única. Além disso, foram colocadas duas barcas que permitiram a travessia diária de aproximadamente 1000 caminhões e ônibus. Entretanto, devido a essa interrupção da ponte, um grande número de caminhões e ônibus passaram a ser desviados da BR-386 para a RS-130. A partir de 1994, foram intensificadas as obras para duplicação do trecho Lajeado e Estrela incluindo a construção de uma nova ponte.
A partir daí, iniciou-se a construção da nova ponte, dentro do projeto de duplicação de Lajeado a Estrela. A inauguração ocorreu em 11 de março de 1995. No dia 30 de maio de 1998, foi feita a implosão da antiga estrutura sobre o rio Taquari. A construção de uma terceira ponte (para duplicação da travessia e fazer par com a estrutura de 1995) foi iniciada em 1999, e inaugurada em 14 de setembro de 2001.

### Enchentes
A ponte foi bloqueada no dia 5 de setembro de 2023, devido a forte correnteza que atingiu a estrutura durante as enchentes que atingiram o estado.
No dia 1º de maio de 2024, a ponte foi novamente bloqueada durante a enchente histórica que atingiu todo o estado do Rio Grande do Sul. No dia 2 de maio, uma balsa à deriva bateu na ponte. O nível do rio Taquari superou os 33,30 metros em Lajeado às 12h30, sendo a maior enchente em pelo menos 150 anos.